# 수깐야 시수랏
수깐야 시수랏(태국어: สุกัญญา ศรีสุราช, 1995년 5월 3일~)은 태국의 역도 선수이다. 2016년 하계 올림픽에서 여자 라이트급 금메달을 획득했으며 세계 선수권 대회에서 은메달 1개, 동메달 1개, 아시안 게임에서 은메달 1개를 획득했다.